# Manglerudhallen
Manglerudhallen – kryte lodowisko położone w Manglerud, w obrębie Oslo, na którym swoje mecze rozgrywa drużyna hokejowa GET-ligaen – Manglerud Star. Obiekt powstał w 1979 roku i może pomieścić 2 000 widzów. 